# Volleberg
Volleberg este o localitate din comuna Songdalen, provincia Vest-Agder, Norvegia, cu o suprafață de 0,3 km² și o populație de 569 locuitori (2013).